# Kerstin von der Linden

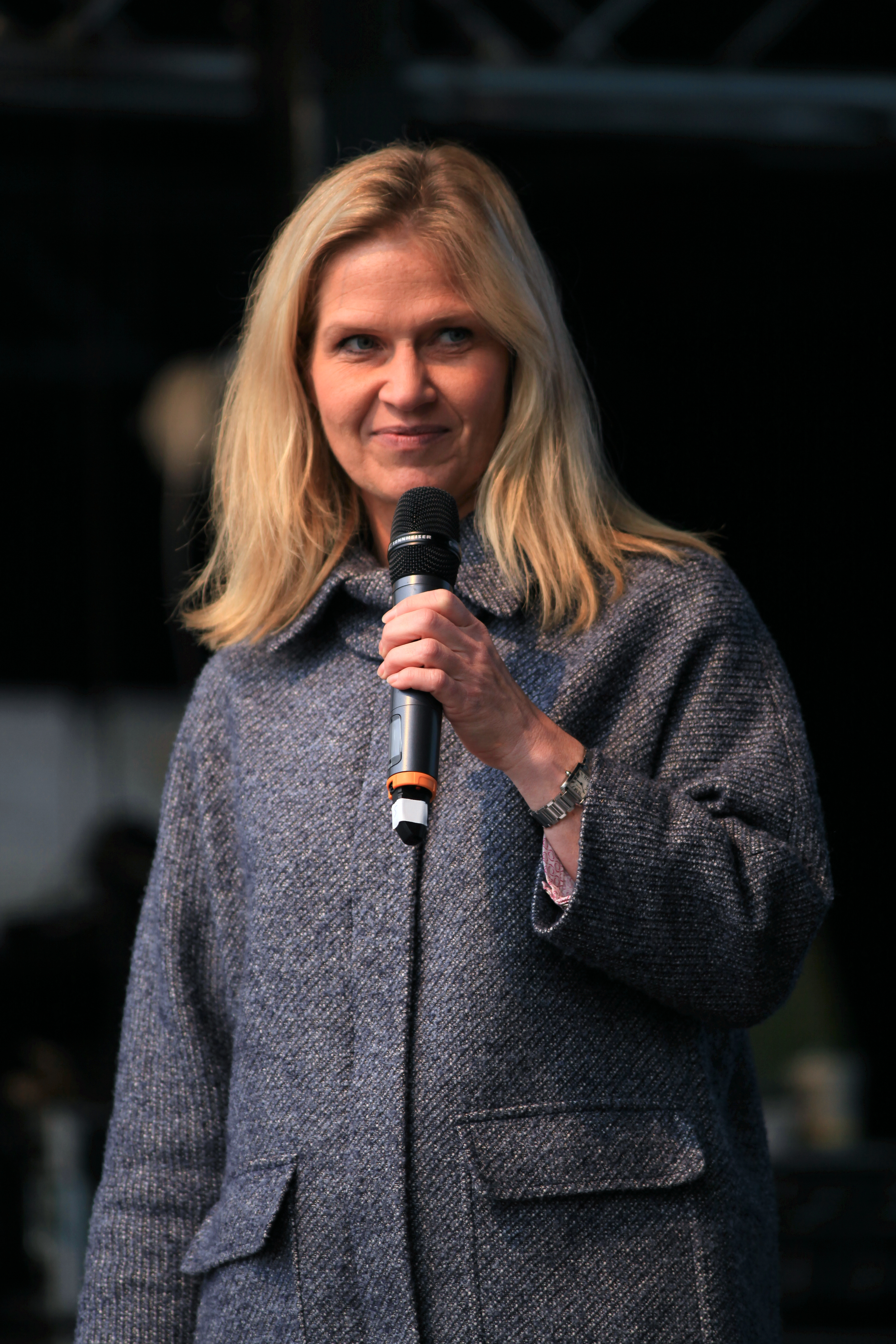
Kerstin von der Linden (2015)

Kerstin von der Linden (* 1972 in Essen) ist eine deutsche Journalistin und Fernsehmoderatorin.

## Werdegang
Von der Linden absolvierte ein Studium der Kommunikationswissenschaften, Politologie und Soziologie an der Universität Essen. Ihr Volontariat machte sie bei Sat.1, wo sie auch in der Sendung 17:30 live zu sehen war.
Sie moderiert seit 2001 im WDR die Sendung Lokalzeit (zuletzt „Lokalzeit Bergisches Land“), seit 2007 schreibt sie zudem als Kolumnistin für das „Top-Magazin“.